# 浜島裕英
浜島 裕英（はましま ひろひで、1952年12月13日 - ）は、日本のタイヤ技術者、モータースポーツ解説者。東京都出身。東京農工大学工学部卒業。同大学院工学研究科修士課程修了。
ブリヂストンにて長年モータースポーツ用タイヤの開発を手がけ、開発本部長としてF1参戦の総指揮を務めたことで知られる。後には、スクーデリア・フェラーリの開発スタッフも務めた。F1関係者の間での愛称はハミー。

## 略歴
1977年 ブリヂストン入社後、基礎技術研究、乗用車タイヤ開発を経て、モータースポーツ用タイヤの開発を担当。インディカー、F2等のタイヤ開発に携わる。特に1997年から2010年にかけて行われたブリヂストンのF1参戦において、参戦全期間である14年に渡って総指揮を執ったことで一般に名前を知られるようになる。
当時は同社モータースポーツ・モーターサイクルタイヤ開発本部長を務めていたが、F1参戦終了に伴いタイヤ開発第2本部長付フェローに異動。ただし2011年はオートバイロードレース世界選手権(MotoGP)へ頻繁に姿を見せるなど、以後もモータースポーツ部門には携わっていた。
フジテレビのF1グランプリ中継では、当日のコースコンディションなどについてのインタビューに多く答えているほか、『F1GPニュース』（フジテレビ721）へのゲスト出演も多数。これらの番組で、「日本人で唯一、ミハエル・シューマッハを（面と向かって）シューミと呼べる人物」と紹介され、実際にシューマッハをはじめ担当したF1ドライバーとは強い信頼感で結ばれている。
2012年で60歳を迎えブリヂストンの定年に達することから以後の去就が注目されていたが、2012年1月11日にスクーデリア・フェラーリと契約を結んだことが発表された。フェラーリではテクニカルディレクターのパット・フライの直属下でピレリタイヤとシャシーのマッチングなどに関する開発を担当したが、2014年にチーム内で起こった度重なる首脳陣交代による人事刷新から2014年末にチームを離脱することになった。
2015年3月5日、影山正彦が代表を務めるMediaDo Kageyama Racingのスペシャルアドバイザーに就任することが発表された。
2016年1月よりセルモに加入、SUPER GT及びスーパーフォーミュラに参戦する同チームの総監督に就任。
2019年2月1日に行われた株式会社セルモの定時株主総会で、同社の取締役副社長を退任。シーズン途中から、中嶋悟率いるNAKAJIMA RACINGに協力している。

## 主な著書
- 世界最速のF1タイヤ - ブリヂストン・エンジニアの闘い（新潮新書）2005年
- F1戦略の方程式 - 世界を制したブリヂストンのF1タイヤ（角川書店）2011年